# 餓螞蝗
餓螞蝗（学名：Ototropis multiflora），又名多花山螞蝗、红掌草、山黄豆，为豆科餓螞蝗屬下的一种灌木。其种加词“multiflora”意为“多花的”。高1-2米，羽状三出复叶，开紫色花，分布于中国南部及东南亚国家。花、枝可入药，有清热解表之功效。